# Howard Johnson (beisbolista)
Howard Michael Johnson (Clearwater, Florida, 29 de noviembre de 1960), más conocido como Howard Johnson, es un exjugador profesional estadounidense de béisbol que se desempeñó en la posición de tercera base en las Grandes Ligas de Béisbol (MLB). Logró obtener dos Bates de Plata.

## Carrera
Johnson jugó como profesional tres temporadas en Detroit Tigers (1982-1984), después pasó a New York Mets (1985-1993), luego a Colorado Rockies (1994), posteriormente a Chicago Cubs, donde jugó una temporada (1995), y fue el equipo en el que se retiró.

## Premios
Fue galardonado con el Bate de Plata en dos oportunidades (1989 y 1991).